# РК Кљајићево
Рукометни клуб Кљајићево је рукометни клуб из Кљајићева који се такмичи у Другој рукометној лиги Север.

## Оснивање
Клуб је основан 1957. под називом ОРК Кљајићево. Клуб су основали три професора физичке културе, тада предавача у ОШ „Никола Тесла“ у Кљајићеву, Раде Живановић, Живан Грујић и Милош Мркоњић – Баћко. Прву генерацију рукометаша чинили су Гркович Милан, Кукуљ Милорад, Пешут Мићо, Милић Карас, Илија Огризовић...

## Женски рукометни клуб
Касније, 1977. године оснива се и женски огранак Клуба и од исте се такмичи у разним степенима такмичења. ЖРК Кљајићево свој највећи успех постиже у сезони 1997/98. пласманом у Другу савезну рукометну лигу где се такмичи до сезоне 1999/2000. када због слабих материјалних могућности иступа из лиге. ЖРК је, иако у тешким условима, успевао да оствари запажене резултате све до 2002. када се фузионисао са ЖРК „Русин“ из Руског Крстура што је представљао и крај женског рукомета у селу. Играчице које су успеле да остваре пласман у Другу савезну лигу су: Косановић Мира, Вуковић Гордана, Игњић Гордана, Малбаша Милка, Пешут Милана, Илона Чила, Вукас Мира...

## Мушки рукометни клуб
Мушки рукометни клуб Кљајићево од свог оснивања такмичи се у Бачкој рукометној лиги, а запажен резултат остварује у сезони 2000/01 када кроз додатне квалификације успева да се пласира у Квалитетну Војвођанску лигу где се такмичи свега једну сезону када се због финансијске ситуације привремено гаси све до 2005. године и поновног активирања и наступања у Бачкој лиги. Сезону 2008/09. РК Кљајићево завршава освајањем првог места и пласманом у Прву Српску рукометну лигу Војводина где у сезони 2010/11. остварује до тада највећи успех рукомета у селу освајањем 4. места на лигашкој табели! Сезону 2011/12 завршава на 9. позицији али због реорганизације лиге следеће две сезоне наступа у Трећој рукометној лиги Бачка. Повратничку сезону завршавају на другом месту иза РК Сивац 69 док у наредној сезони, 2013/14 понављају успех из 2009. године и суверено освајају ТРЛ Бачка са само једним поразом и остварују историјски пласман у Другу рукометну лигу Север.

## Успеси
- Бачка лига (Освајач 2 пута)

## Састав у сезони 2014/15.
Тренер : Бранко Шоштарић
| Број | Играч              | Позиција    | Датум рођења | Држављанство |
| ---- | ------------------ | ----------- | ------------ | ------------ |
| 16   | Драган Никодијевић | Голман      | 29.8.1986.   | Србија       |
|      | Дамјан Јакшић      | Лево крило  | 15.12.1982.  | Србија       |
| 4    | Бојан Мраовић      | Десно крило | 23.4.1980.   | Србија       |
|      | Милош Мркшић       | Лево крило  | 4.1.1989.    | Србија       |
|      | Миле Радошевић     | Голман      | 15.7.1986.   | Србија       |
|      | Грегор Јакшић      | Леви бек    | 28.5.1985.   | Србија       |
| 8    | Жељко Вила         | Леви бек    | 23.9.1975.   | Србија       |
|      | Горан Хајдин       | Леви бек    | 31.10.1983.  | Србија       |
|      | Ненад Воркапић     | Десни бек   | 25.8.1997.   | Србија       |
|      | Бојан Бобић        | Средњи бек  | 29.9.1997.   | Србија       |
|      | Душан Маћешић      | Десно крило | 7.1.1986.    | Србија       |
|      | Никола Бјелош      | Лево крило  | 9.5.1979.    | Србија       |
|      | Илија Нешковски    | Леви бек    | 12.9.1996.   | Србија       |
| 2    | Никола Мочиловић   | Пивот       | 21.3.1988.   | Србија       |
| 3    | Зоран Ћујић        | Средњи бек  | 21.2.1982.   | Србија       |
|      | Зоран Малобабић    | Средњи бек  | 13.4.1982.   | Србија       |
| 1    | Саша Карагаћа      | Голман      | 19.6.1981.   | Србија       |
| 12   | Борислав Косановић | Голман      | 9.10.1983.   | Србија       |
|      | Милош Вукелић      | Пивот       | 9.10.1987.   | Србија       |
|      | Дејан Радосављевић | Средњи бек  | 5.6.1997.    | Србија       |
|      | Бошко Јелача       | Пивот       | 4.5.1999.    | Србија       |
|      | Филип Садри        | Лево крило  | 9.4.1991.    | Србија       |
|      | Иво Садри          | Десно крило | 9.4.1982.    | Србија       |
|      | Саша Радичев       | Лево крило  | 13.6.1995.   | Србија       |
|      | Бранко Паић        | Пивот       | 6.5.1998.    | Србија       |
|      | Милош Смољановић   | Пивот       | 30.12.1982.  | Србија       |
|      | Душан Ловрић       | Десни бек   | 13.7.1982.   | Србија       |
|      | Ђорђе Димитрић     | Лево крило  | 8.7.1983.    | Србија       |
|      | Страхиња Зорић     | Десно крило | 28.12.1993.  | Србија       |
|      | Стево Манојловић   | Пивот       | 26.2.1985.   | Србија       |